# GP2 Series
A GP2 Series foi uma categoria de automobilismo criada em 2005. O formato GP2 foi criado por Bernie Ecclestone e Flavio Briatore (então chefe da equipe Renault de Fórmula 1), enquanto Ecclestone também é detentor dos direitos ao nome GP1. Em 2010, a GP3 Series foi lançada, como uma categoria de apoio para a GP2 Series. Em 2017 a série foi recriada como Campeonato de Fórmula 2 da FIA.
Seu primeiro campeão foi o alemão Nico Rosberg, filho do campeão de F1 Keke Rosberg.
A categoria utilizou chassis Dallara e motores Mecachrome V8 até 2007. Em 2008 foi introduzido um novo chassi e motor pela Ferrari. Com carimbo Renault de 4L e cerca de 580 hp de potência. Em 2011 a equipe Lotus ART passou a utilizar pneus Pirelli e motores da Mercedes de F1 2008 retirado das McLaren Mercedes de 2008 e seguindo a Fórmula 1.

## História
A GP2 Series foi criada pela Federação Internacional de Automobilismo (FIA) com objetivo de preparar melhor os pilotos e revelar jovens talentos para a Fórmula 1. Tanto que a nova categoria tem como principal característica a similaridade do carro com o modelo utilizado na Fórmula 1. e seu sistema de pontos inovador foi criado para tentar evitar que as corridas fossem monótonas como acontecia na extinta Fórmula 3000.
A categoria sucedeu os extintos Campeonato Europeu de Fórmula Dois e Fórmula 3000 Internacional e estabeleceu-se como a principal categoria de apoio à Fórmula 1.
Em 9 de março de 2017, a entidade máxima do automobilismo mundial aprovou a alteração do nome da GP2 Series, que passou a se chamar Campeonato de Fórmula 2 da FIA.

## Campeões
| Ano  | Campeão                              | Vice                                    | Terceiro                                 | Equipe Campeã                   |
| ---- | ------------------------------------ | --------------------------------------- | ---------------------------------------- | ------------------------------- |
| 2005 | Nico Rosberg (ART Grand Prix)        | Heikki Kovalainen (Arden International) | Scott Speed (iSport International)       | ART Grand Prix                  |
| 2006 | Lewis Hamilton (ART Grand Prix)      | Nelson Piquet, Jr. (Piquet Sports)      | Alexandre Prémat (ART Grand Prix)        | ART Grand Prix                  |
| 2007 | Timo Glock (iSport International)    | Lucas di Grassi (ART Grand Prix)        | Giorgio Pantano (Campos Grand Prix)      | iSport International            |
| 2008 | Giorgio Pantano (Racing Engineering) | Bruno Senna (iSport International)      | Lucas di Grassi (Barwa Int. Campos Team) | Barwa International Campos Team |
| 2009 | Nico Hülkenberg (ART Grand Prix)     | Vitaly Petrov (Barwa Addax Team)        | Lucas di Grassi (Racing Engineering)     | ART Grand Prix                  |
| 2010 | Pastor Maldonado (Rapax)             | Sergio Pérez (Barwa Addax Team)         | Jules Bianchi (ART Grand Prix)           | Rapax                           |
| 2011 | Romain Grosjean (DAMS)               | Luca Filippi (Scuderia Coloni)          | Jules Bianchi (Lotus ART)                | Barwa Addax Team                |
| 2012 | Davide Valsecchi (DAMS)              | Luiz Razia (Arden International)        | Esteban Gutiérrez (Lotus GP)             | DAMS                            |
| 2013 | Fabio Leimer (Racing Engineering)    | Sam Bird (Russian Time)                 | James Calado (ART Grand Prix)            | Russian Time                    |
| 2014 | Jolyon Palmer (DAMS)                 | Stoffel Vandoorne (ART Grand Prix)      | Felipe Nasr (Carlin)                     | DAMS                            |
| 2015 | Stoffel Vandoorne (ART Grand Prix)   | Alexander Rossi (Racing Engineering)    | Sergey Sirotkin (Rapax)                  | ART Grand Prix                  |
| 2016 | Pierre Gasly (Prema Racing)          | Antonio Giovinazzi (Prema Racing)       | Sergey Sirotkin (ART Grand Prix)         | Prema Racing                    |

## Sistema de pontuação
Entre 2005 e 2011
- Pole nas corridas de sábado: 2 pontos

| 10 | 8 | 6 | 5 | 4 | 3 | 2 | 1 |

| 6 | 5 | 4 | 3 | 2 | 1 |

Atualmente
| Pontuação da 1ª corrida | Pontuação da 1ª corrida | Pontuação da 1ª corrida | Pontuação da 1ª corrida | Pontuação da 1ª corrida | Pontuação da 1ª corrida | Pontuação da 1ª corrida | Pontuação da 1ª corrida | Pontuação da 1ª corrida | Pontuação da 1ª corrida |
| 1º                      | 2º                      | 3º                      | 4º                      | 5º                      | 6º                      | 7º                      | 8º                      | 9º                      | 10º                     |
| ----------------------- | ----------------------- | ----------------------- | ----------------------- | ----------------------- | ----------------------- | ----------------------- | ----------------------- | ----------------------- | ----------------------- |
| 25                      | 18                      | 15                      | 12                      | 10                      | 8                       | 6                       | 4                       | 2                       | 1                       |

| Pontuação da 2ª corrida | Pontuação da 2ª corrida | Pontuação da 2ª corrida | Pontuação da 2ª corrida | Pontuação da 2ª corrida | Pontuação da 2ª corrida | Pontuação da 2ª corrida | Pontuação da 2ª corrida |
| 1º                      | 2º                      | 3º                      | 4º                      | 5º                      | 6º                      | 7                       | 8                       |
| ----------------------- | ----------------------- | ----------------------- | ----------------------- | ----------------------- | ----------------------- | ----------------------- | ----------------------- |
| 15                      | 12                      | 10                      | 8                       | 6                       | 4                       | 2                       | 1                       |

- Pole Position da 1ª corrida: 4 pontos
- Volta mais rápida: 2 pontos na corrida em que a volta foi feita. O piloto que registrar a volta mais rápida tem que completar 90% das voltas da corrida. O piloto também tem que largar do grid (nunca dos boxes) e terminar a prova entre os dez primeiros colocados para receber o ponto.